# Albert Moll (Mediziner, 1862)

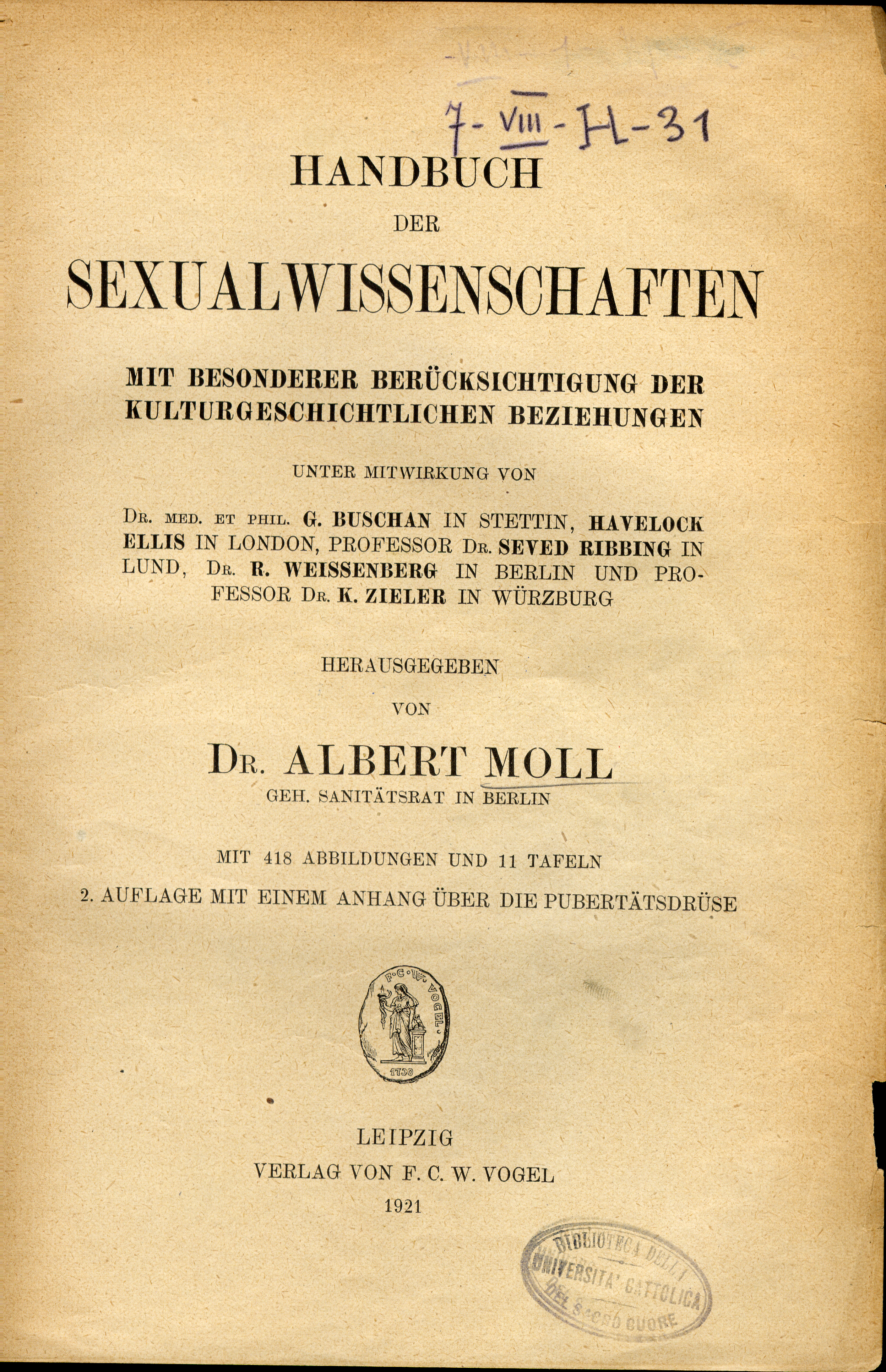
Herausgeber

Albert Moll (* 4. Mai 1862 in Polnisch Lissa; † 23. September 1939 in Berlin) war ein deutscher Arzt, Psychiater und Sexualwissenschaftler. Zusammen mit seinen Kontrahenten Iwan Bloch und Magnus Hirschfeld gilt er als einer der Begründer der modernen Sexualwissenschaft. Weiter war er einer der ersten Wissenschaftler, die sich mit Fragen der Hypnose beschäftigten. Daneben bemühte er sich, Kurpfuscherei sowie den Okkultismus und dessen Methoden wissenschaftlich zu bekämpfen.

## Leben
Albert Moll wurde als eines von drei Kindern des jüdischen Kaufmanns Isidor Moll in Polnisch Lissa (heute: Leszno) geboren und besuchte das Gymnasium in Groß-Glogau. Seine frühen kindlichen Interessen galten dem Militärischen und dem Okkulten (letzteres bekämpfte er später als Geheimwissenschaft).
Er begann 1879 Medizin in Breslau zu studieren, absolviert ebendort im November 1881 sein Tentamen physicum und setzte dann sein Studium in Freiburg im Breisgau, Jena und in Berlin fort. In letzterer Stadt promovierte er 1885 bei Julius Wolff mit einer Dissertation über die Anatomie der Gelenke und widmete diese Arbeit auch seinem Lehrer. In der NS-Zeit verleugnete er den Bezug zu dem jüdischen Mediziner und schob in seiner 1936 erschienenen Biografie Rudolf Virchow vor.
Unabhängig von der späteren Entwicklung der Zeitgeschichte gegenüber dem Judentum legte er seinen persönlichen Bezug zur jüdischen Glaubenslehre bereits im Mai 1885 ab und konvertierte durch seine evangelische Taufe zum Protestantismus, was 1886 amtlich beglaubigt wurde.
Anschließend an sein Studium begab er sich auf eine zweijährige Reise durch Europa und besuchte bedeutende Ärzte in Wien, Budapest und London. In Paris lernte er die von Jean-Martin Charcot praktizierte Methode, Hysterie durch Hypnose zu heilen, kennen. In Nancy schloss er sich der von Ambroise-Auguste Liébeault und Hippolyte Bernheim begründeten psychotherapeutischen Schule an, von der auch Freud (zwei Jahre später) profitierte. In Graz traf er Richard von Krafft-Ebing, den Verfasser der gerade erschienenen Psychopathia sexualis.
Schließlich ließ er sich 1887 in Berlin als Nervenarzt nieder, wo er erstmals die Hypnose als Mittel der Therapie einsetzte.
Moll war politisch konservativ, nie verheiratet und widmete sein Leben der Forschung. Er wirkte wohl oft wie ein streitsüchtiger Eigenbrötler. Er verachtete sowohl Hirschfeld als auch Freud als „wissenschaftliche Scharlatane“ und konterte viele ihrer Schritte mit eigenen Initiativen.

## Wirken
1889 veröffentlichte er das Lehrbuch Die Hypnose. Diese Technik suchte er zu einer neuen „Assoziationstherapie“ zu erweitern und damit Homosexuelle in Heterosexuelle umzuwandeln.
In seinem 1891 erschienenen Werk Die Conträre Sexualempfindung zum Thema Homosexualität behandelt er unter anderem 41 berühmte Fälle.
Beim ersten internationalen Kongress für experimentelle Psychologie 1889 in Paris konnte der Unterschied der Hypnose zu dem durch Mesmersche magnetische Streichungen hervorgerufenen Zustand noch nicht differenziert werden. Moll beantwortete diese Frage 1892 in seiner Abhandlung Der Rapport der Hypnose, wo er erstmals beschreibt, dass die Methoden der Hypnoseeinleitung zwar verschieden, die dadurch erreichten Zustände jedoch gleich sind. Als Hobby betrieb er auch die Demaskierung von Spiritisten und Spiritismus, der damals gerade sehr in Mode war. In der Presse wurde er dadurch populär.
1897 veröffentlichte er seine Untersuchungen über die Libido Sexualis, welche die späteren Arbeiten von Freud deutlich beeinflussten. Wie Freud glaubte auch er an einen „Trieb“, den er allerdings in einen „Detumeszenztrieb“ (Entladungstrieb) und einen „Kontrektationstrieb“ (Berührungstrieb) zerlegte.
Im „Dachs-Brief“, mit dem Axel von Varnbüler die Liebe des gerade geschiedenen Kuno von Moltke zurückzugewinnen versucht, äußert sich der Autor über das Unverständnis der „Mehrheit der Menschen“ gegenüber differenzierteren und einfühlsameren Männern, und nach einem Hinweis auf Dostojewskis Roman Der Idiot schreibt er:

„Auch Dich [Moltke] haben ja immer viele – selbst von denen, die Dir Wohl wollten – nicht voll gelten lassen. Du warst ihnen nicht männlich genug. Über den guten, musikalischen Moll haben sie mitleidig die Achseln gezuckt...“

Dadurch ist deutlich, dass Moll zum engeren Vertrauenskreis des Liebenberger Kreises gerechnet wurde. Außer diesem Hinweis, dem Junggesellendasein und der Konversion ist nichts über Molls Privatleben bekannt. Fest steht allerdings, dass die Homosexualität in seinem weitgespannten wissenschaftlichen Werk eine zentrale Rolle einnimmt. Der 1902 erschienene Aufsatz Wie erkennen und verständigen sich Homosexuelle untereinander? zeugt von Insiderwissen.
Im Zeitalter der aufblühenden naturwissenschaftlichen Medizin schien die Freiheit der Wissenschaft zunächst fast grenzenlos zu sein. Als einer der wenigen Ärzte beklagte Albert Moll 1902 in seinem Buch Ärztliche Ethik, dass immer wieder „Mediziner, von einer Art Forschungsmanie besessen“, sich über Recht und Sittlichkeit hinwegsetzten: „Die Grenze zwischen Mensch und Tier ist für sie verwischt. Der unglückliche Kranke, der sich ihnen zur Behandlung anvertraut hat, wird von ihnen schmählich betrogen, das Vertrauen getäuscht, und der Mensch wird zum Versuchskaninchen degradiert.“ Über 600 Veröffentlichungen über Menschenversuche hatte er für dieses Werk gesammelt. So kritisierte Albert Moll auch den Zynismus des Breslauer Dermatologen Albert Neisser (1855–1916) in seinen Veröffentlichungen zu Menschenversuchen im Kontext der Syphilisforschung sowie dessen planloses Vorgehen im menschlichen Experiment.
1909 veröffentlichte er seine Studie über Das Sexualleben des Kindes, die sich erstmals ausführlich mit diesem Thema beschäftigte. Darin ignoriert er bewusst Freuds Psychoanalyse und verwendet deren Begriffe nicht, die er als willkürlich und spekulativ ablehnt. In diesem Buch schlägt Moll auch erstmals eine vierstufige Beschreibung der menschlichen sexuellen Reaktion vor:
|   | Albert Moll 1909            | Masters und Johnson 1966 |
| - | --------------------------- | ------------------------ |
| 1 | Beginn des Lustgefühls      | Erregung                 |
| 2 | gleichbleibendes Lustgefühl | Plateau                  |
| 3 | Höhepunkt der Lust          | Orgasmus                 |
| 4 | plötzliches Nachlassen      | Rückbildung              |

Freud bezichtigte Moll des Plagiats, und später waren sie persönlich verfeindet. Schließlich bezeichnete Freud die Mollschen Produktionen, die sein Werk kritisch rezipierten, nur noch als „minderwertiges“, „unredliches Buch“, und Moll selbst ist in seinen Augen „ein kleinlicher, gehässiger, beschränkter Charakter“. Moll besuchte im Jahre 1908 Freud in Wien.
Die feindliche Einstellung gegenüber Magnus Hirschfeld wurzelte neben wissenschaftlichen Differenzen – zum Beispiel Hirschfelds Vorstellung, dass die Homosexualität an der äußeren Anatomie sichtbar werde – auch in ihren Rollen in den Prozessen der Harden-Eulenburg-Affäre: Der Sachverständige Hirschfeld klassifizierte den Kläger Moltke mit wissenschaftlicher Sicherheit als unbewusst homosexuell, wogegen er im Revisionsverfahren vom Gutachter Moll als „nicht homosexuell“ bezeichnet wurde. Hirschfeld musste daraufhin – um sein Gesicht zu wahren – einlenken und eingestehen, Moltkes Homosexualität sei nicht mehr „in foro gewesen“. Diese aufsehenerregende Prozesswende ist nur dadurch zu erklären, dass sich Moltke nach dem negativen Ausgang des ersten Verfahrens an seinen alten Freund Moll wandte und diesen überredete, für sich (und damit zugleich für Wilhelm II.) zur Rettung ein offenkundig wahrheitswidriges Attest anzufertigen. Der Verlierer Maximilian Harden führte seine Niederlage auf die gute Zusammenarbeit der Homosexuellen zurück: „Der Hauptsachverständige Moll soll ziemlich genau der Typus Tütü [= Kuno von Moltke] sein. Hinc illae irae [Daher rührt dessen Zorn].“ Anschließend schob Harden die Schuld für seine Verurteilung „dem Trio“ (Gutachter) Moll, (Landesgerichtsdirektor) Lehmann und (Chefredakteur) Levy zu.
In Rivalität zu Blochs Handbuch der gesamten Sexualwissenschaft in Einzeldarstellungen (3 Bände, 1912–1925), welches wegen seines frühen Todes unvollendet blieb, brachte Moll sein Handbuch der Sexualwissenschaften mit besonderer Berücksichtigung der kulturgeschichtlichen Beziehungen (2 Bände, 1911 und 1926) heraus, das auch Beiträge von anderen Autoren enthält, wie z. B. von Havelock Ellis.
Nachdem Hirschfeld, Bloch und Albert Eulenburg 1913 mit der Ärztlichen Gesellschaft für Sexualwissenschaft und Eugenik die erste sexologische Gesellschaft gegründet hatten, gründete Moll im selben Jahr die Internationale Gesellschaft für Sexualforschung ebenfalls in Berlin. Sie brachte auch ab 1915 die Zeitschrift Archiv für Sexualforschung heraus. Nachdem die sexualwissenschaftliche Diskussion bisher von Bloch und Hirschfeld allein bestritten worden war, meldeten sich von nun an auch andere Stimmen zu Wort. Herausgegeben wurde sie von Max Marcuse. Nach dem 1921 vom Institut für Sexualwissenschaft organisierten, weltweit ersten Sexologenkongress veranstaltete die Internationale Gesellschaft für Sexualforschung 1926 den I. Internationalen Kongress für Sexualforschung in Berlin. Er dauerte sieben Tage, und es wurden Themen von der Biologie bis zur Soziologie, Ethik, Ästhetik und Religion und von der Statistik bis zur Nationalökonomie behandelt. Hirschfeld war nicht eingeladen, Freud hingegen schon. Die Eröffnungssitzung fand im Plenarsaal des Reichstags statt. Ein zweiter Kongress wurde 1930 in London abgehalten.
Während des Ersten Weltkrieges war Moll Sachverständiger des „Großen Generalstabes“ für psychologische Kriegführung.
Moll war neben Siegfried Placzek und dem Psychiater Emil Kraepelin aus München einer der drei Gutachter, durch deren Arbeit die Zensur des Films Anders als die Andern (1919), an dem Magnus Hirschfeld mitgewirkt hatte, wegen möglicher Verführung zur Homosexualität wissenschaftlich legitimiert wurde.
In der Frage des Vorgehens beim § 175 waren sich dagegen alle kontroversen Parteien einig, dass man agieren muss, auch wenn Kritik dazu geäußert wird, da es der einzige harmlose Weg ist. Sonst müsste man viele Leute outen, um den Menschen, die Homosexualität auf das tiefste verabscheuen, Personen zu präsentieren, die sie aus anderen Gründen sehr wohl schätzen.
Obwohl Moll dem NS-Staat mit offener Sympathie begegnete und – im Gegensatz zu seinen Kollegen – in Berlin blieb, wurde er verfolgt und geächtet und verlor 1933 seine ärztliche Approbation. 1936 schaffte er es noch, seine Memoiren unter dem Titel Ein Leben als Arzt der Seele herauszubringen. Am 23. September 1939 starb er in seiner Wilmersdorfer Wohnung verarmt eines natürlichen Todes. Es war derselbe Tag, an dem Sigmund Freud in London starb.

## Veröffentlichungen (Auswahl)

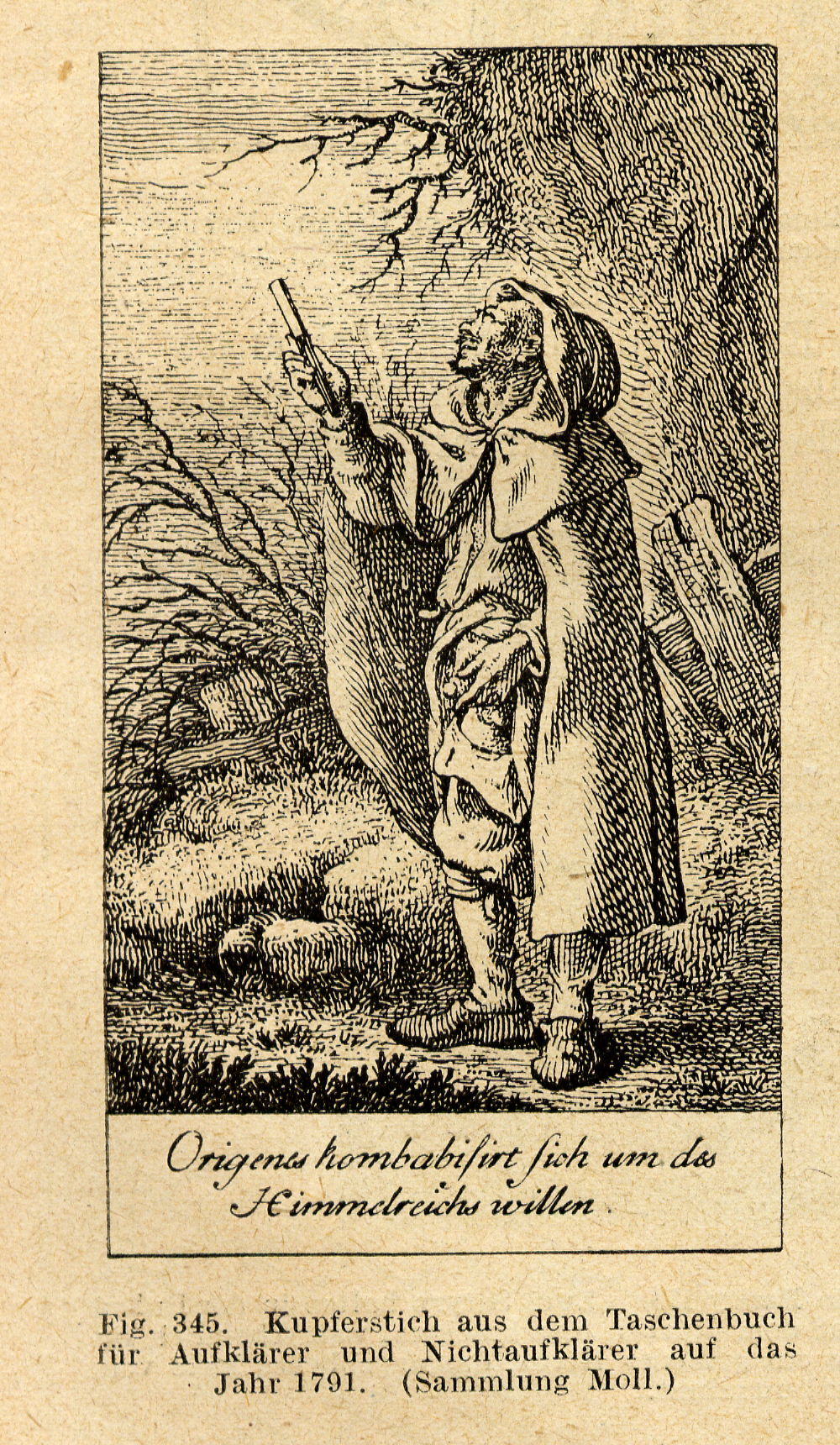
Aus dem Handbuch Der Sexualwissenschaften, F. C. W. Vogel Verlag, Leipzig 1921

- Die Hypnose. Lehrbuch. 1889.
- Die konträre Sexualempfindung. Fischer’s Medicinische Buchhandlung, Berlin 1891, 296 Seiten (Die Conträre Sexualempfindung).
2., vermehrte Auflage: Fischer’s Medicinische Buchhandlung, Berlin 1893, 394 Seiten.
3., teilweise umgearbeitete und vermehrte Auflage: Fischer’s Medicinische Buchhandlung, Berlin 1899, 651 Seiten.
4. Auflage: Berlin 1914.
- Der Rapport in der Hypnose. Untersuchungen über den tierischen Magnetismus. Ambrosius Abel, Leipzig 1892.
- Untersuchungen über die Libido Sexualis. Kornfeld, Berlin 1897.
- Ärztliche Ethik. Die Pflichten des Arztes in allen Beziehungen seiner Thätigkeit. Stuttgart 1902.
- Wann dürfen Homosexuelle heirathen? Berlin 1902.
- Wie erkennen und verständigen sich die Homosexuellen untereinander? Aufsatz. 1902.
- Sexuelle Perversionen, Geisteskrankheit und Zurechnungsfähigkeit. Berlin 1905.
- Das Sexualleben des Kindes. Hermann Walther Verlagsbuchhandlung, Berlin 1909.
- Handbuch der Sexualwissenschaften mit besonderer Berücksichtigung der kulturgeschichtlichen Beziehungen. F. C. W. Vogel, Leipzig 1911, 1029 Seiten.
2. Auflage mit einem Anhang über die Pubertätsdrüse: F. C. W. Vogel, Leipzig 1921.
3., überarbeitete Auflage: Vogel, Leipzig 1926, 1302 Seiten.
- Berühmte Homosexuelle. In: Grenzfragen des Nerven- und Seelenlebens. Bd. 75, Wiesbaden 1910, DNB 364998784.
- Der Hypnotismus. Berlin 1924.
- Prophezeien und Hellsehen. Wege zur Erkenntnis. Franckh’sche Verlagshandlung, Stuttgart 1922.
- als Hrsg.: Richard von Krafft-Ebing: Psychopathia sexualis. Eine klinisch-forensische Studie. [1886]. 16. Auflage. Stuttgart 1924.
- Der Spiritismus. Wege zur Erkenntnis. Franckh’sche Verlagshandlung, Stuttgart 1925, 100 Seiten.
- Polizei und Sitte. Gersbach & Sohn, Berlin 1926.
Gesamttitel: Wilhelm Abegg (Hrsg.): Die Polizei in Einzeldarstellungen. Band 9.
- Psychologie und Charakterologie der Okkultisten. 1929.
- Ein Leben als Arzt der Seele. Erinnerungen. Autobiographie. Carl Reissner, Dresden 1936.

## Die Sammlung Moll
Moll bietet uns heute besonders in seinem Werk Handbuch der Sexualwissenschaften mit besonderer Berücksichtigung der kulturgeschichtlichen Beziehungen einen guten Eindruck in seine umfangreiche Sammlung die von antiken Objekten bis zu Stichen, Karten und Fotografien reicht. An einigen Objekten haben sich heute noch alte Sammlungsetiketten erhalten, sodass man daraus seine penible Ordnung und wissenschaftliche Beschäftigung gut ablesen kann.
Mit der kulturhistorischen Auseinandersetzung und Sammelleidenschaft steht Moll als Psychiater und Sexualwissenschaftler nicht allein da. Auch sein Kollege Sigmund Freud hatte mit 3.000 antiken Objekten eine umfassende Sammlung.

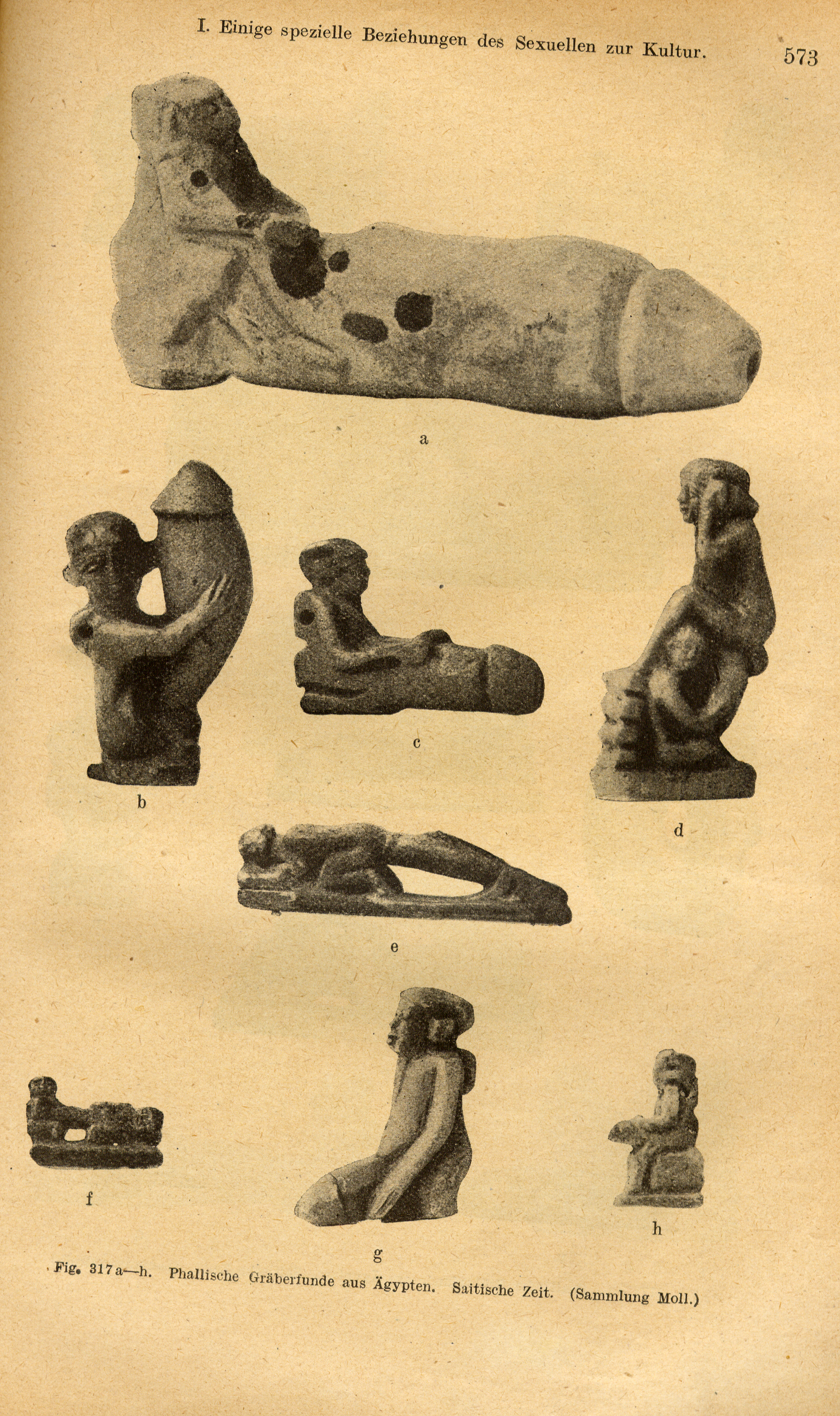
Phallische Objekte aus Ägypten
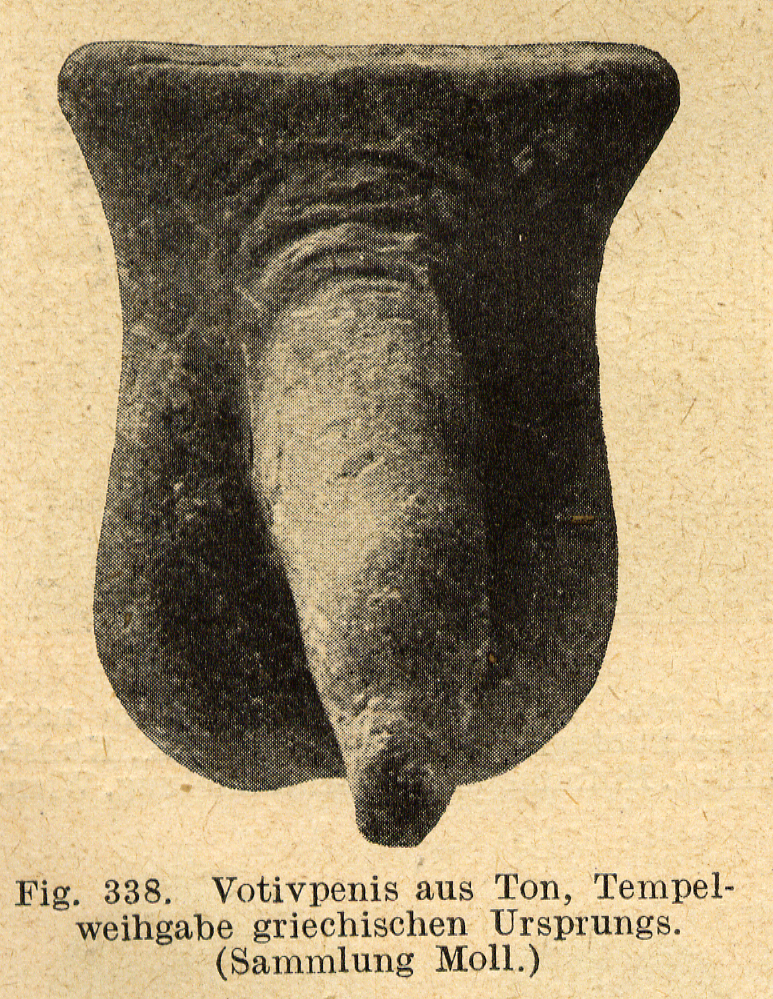
Votivpenis aus Griechenland
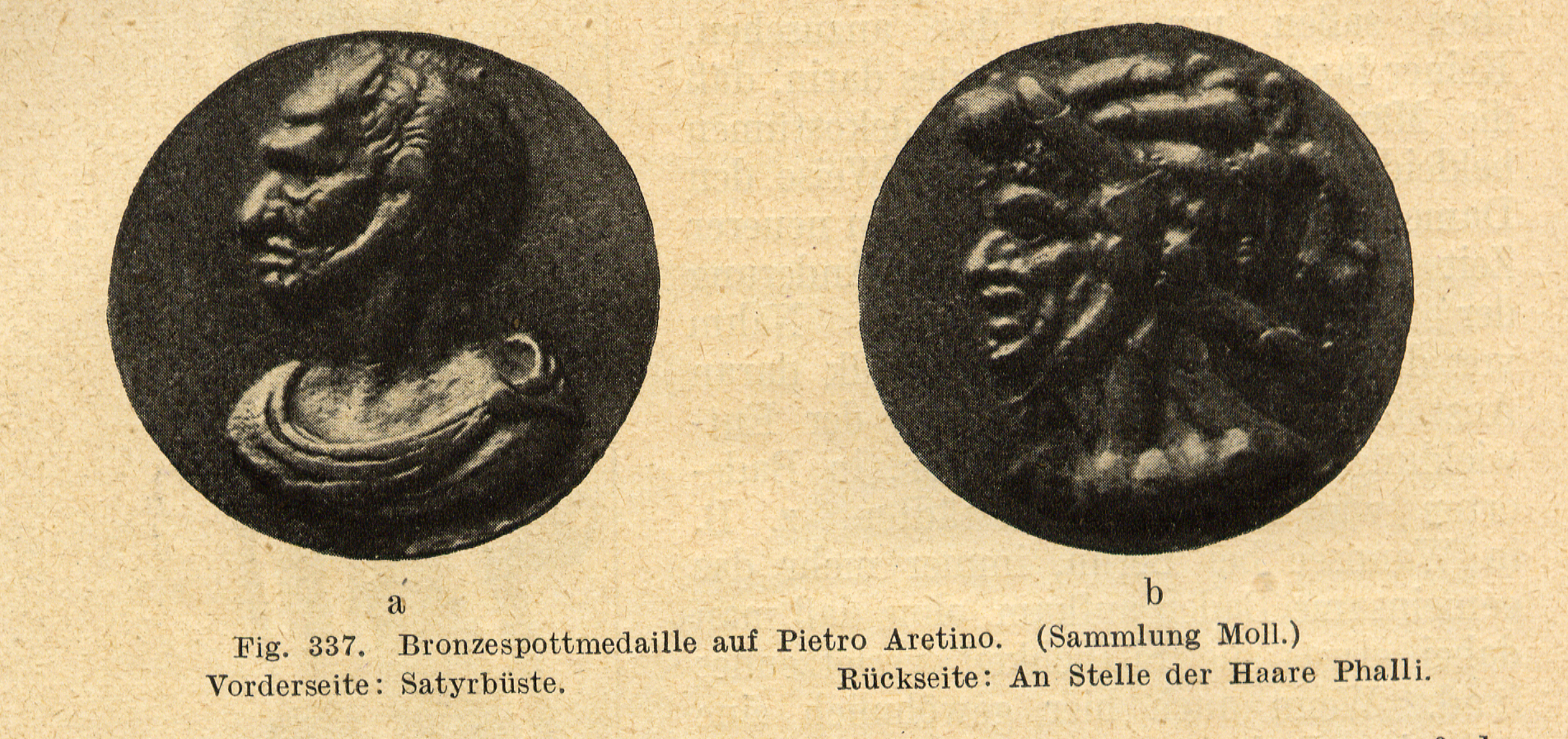
Medaille von Pietro Aretino
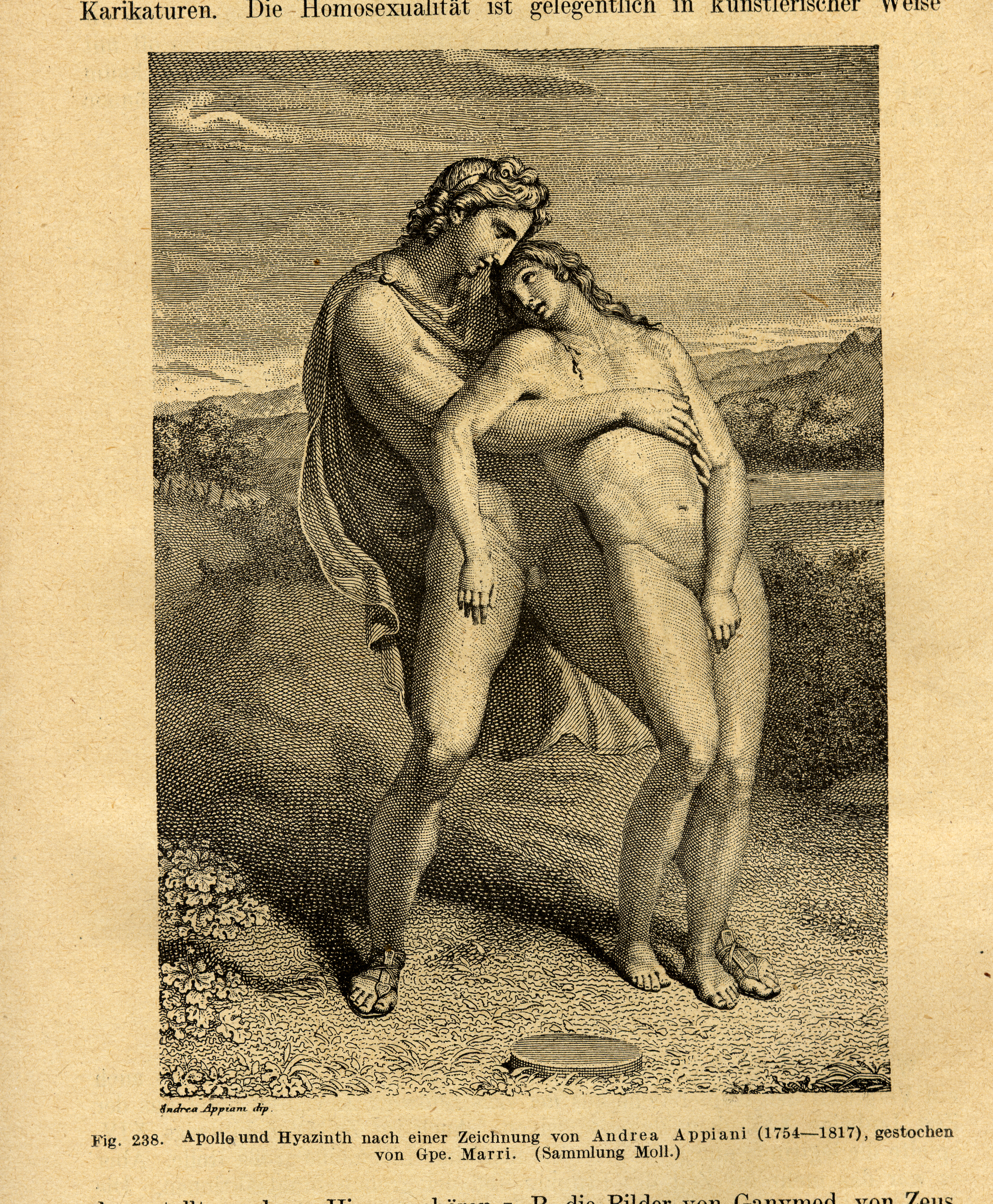
Apollo und Hyakinthos von  Appiani
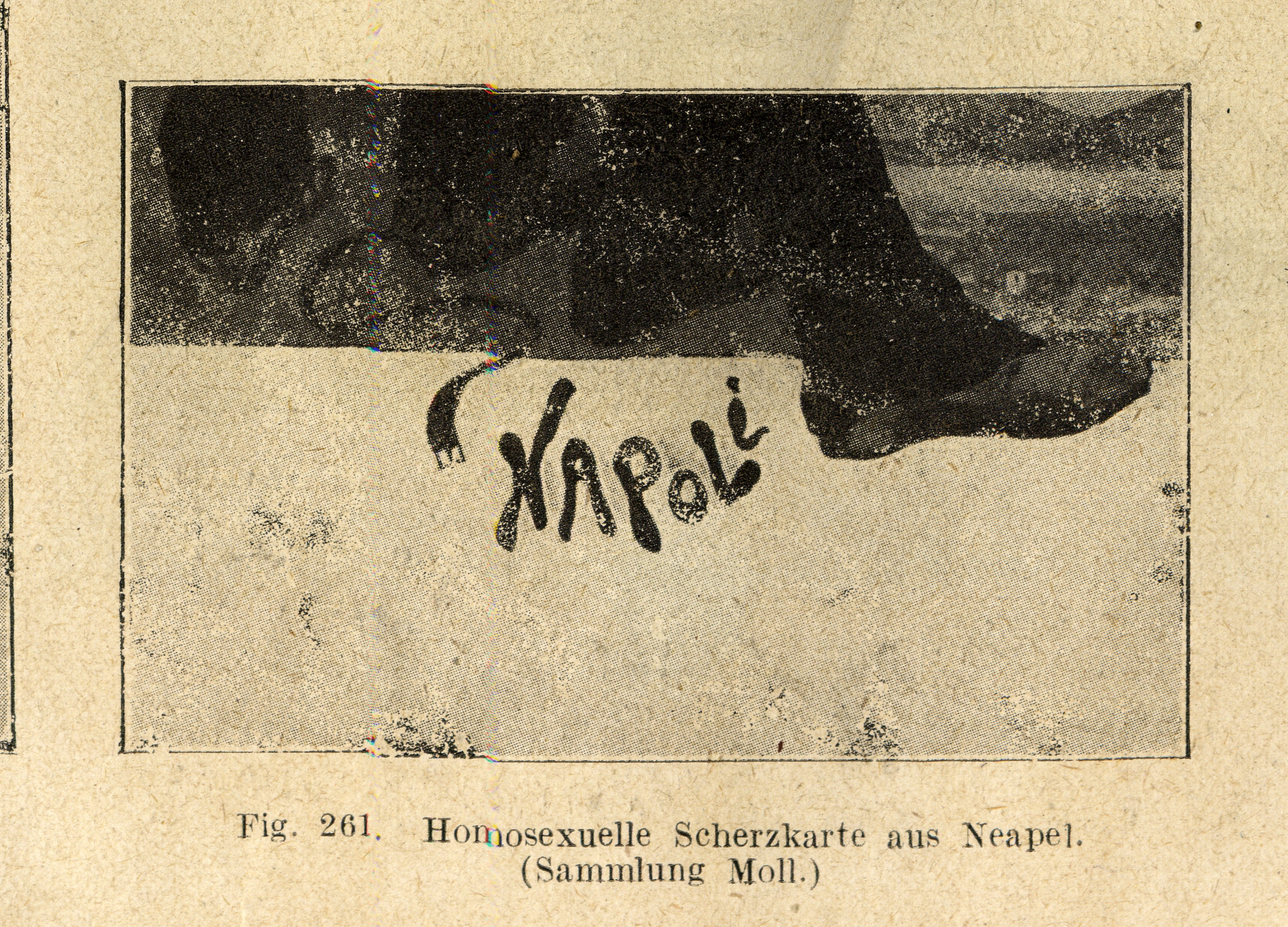
Homosexuelle Scherzkarte aus Neapel